# Anton Aschenbrenner
Anton Aschenbrenner (* 1962 in Roding) ist ein ehemaliger katholischer Priester. Er wurde durch sein autobiografisches Buch bekannt, das von seiner Entscheidung für seine Familie und damit gegen die Kirche erzählt. Das Buch stand 14 Wochen auf der Spiegel-Bestsellerliste.

## Leben
Aschenbrenner studierte von 1982 bis 1987 katholische Theologie und Philosophie an der Universität Passau und Würzburg. Als Diplom-Theologe interessierte ihn die Pastoralpsychologie. 1987 wurde er zum katholischen Diakon geweiht, 1988 zum katholischen Priester. Von 1988 bis 2000 war er Gymnasiallehrer. Von 1991 bis 2003 war er Pfarrer in Hintereben. 1994 lernte er am Gymnasium die Lehrerin Birgit Süßke kennen, seine heutige Frau, die ein Jahr später zu ihm auf den Pfarrhof zog.
Anfang 2003 wurde er wegen seiner Eheschließung mit Birgit Süßke suspendiert. Er trat aus der katholischen Kirche aus und wurde zudem exkommuniziert, als er 2003 in die evangelische Kirche eintrat. 2005 trat er wieder aus der evangelischen Kirche aus. Das Paar hat zwei Töchter, die ältere wurde 2003 geboren.
Seit 2003 arbeitet Aschenbrenner als freier Theologe, Dozent und Zeremoniar für freie Hochzeiten. Er segnet Brautpaare und Kinder, die nicht offiziell getauft werden, begleitet todkranke Menschen auf ihrem letzten Lebensweg, hält Trauerfeiern auf Naturfriedhöfen und in Krematorien, wo die offiziellen Kirchen-Vertreter nicht hingehen. Er initiierte 2007 einen Trauerwald in Bayerisch Eisenstein im Nationalpark Bayerischer Wald.
Am 14. März 2013 war er auf dem Titelbild des Magazins Sterns zu sehen und am 20. März 2013 in der Fernsehtalkshow Markus Lanz. Am 14. Mai 2014 war er nochmals zusammen mit seiner Frau in der Talkshow Markus Lanz eingeladen. Am 3. März 2016 war er in der Folge Verbotene Liebe – Ein Priester und der Zölibat der Fernsehsendung Planet Wissen zu sehen.

## Veröffentlichungen
- Ich liebe Gott (und eine Frau): Ein Ex-Pfarrer erzählt. dtv Verlagsgesellschaft 2014, ISBN 978-3-423-26033-6. (14 Wochen auf der Spiegel-Bestseller-Liste)[17]